# لایکا ام۵
لایکا ام۵ (به انگلیسی: Leica M5) یک دوربین عکاسی ساخت شرکت لایکا است.